# Lipp (Bedburg)
Lipp is een plaats in de Duitse gemeente Bedburg, deelstaat Noordrijn-Westfalen.
Lipp vormt officieel één geheel met het direct ten westen ervan gelegen Millendorf. Tot deze Ortschaft Lipp/Millendorf  behoort ook nog het gehucht Oppendorf. Lipp/Millendorf ligt direct ten westen van het stadje Bedburg. Gegevens op deze pagina hebben op de gehele Ortschaft betrekking, tenzij uitdrukkelijk anders vermeld.
De Ortschaft Lipp/Millendorf telde per 30 juni 2021 in totaal 2.255 inwoners, van wie er 73 in Oppendorf woonden.
Lipp is per stadsbus vanuit Bedburg bereikbaar.

## Geschiedenis
In 1131 wordt in een document aangaande bezittingen van het klooster St. Gereon te Keulen voor het eerst melding gemaakt van Luppa (Lipp). Dit klooster had er tot 1803 veel invloed. Lipp en Millendorf (Middelendorp) waren tot aan de Napoleontische tijd grensdorpen van het Graafschap en later Hertogdom Gulik enerzijds, en het Prinsbisdom Keulen anderzijds. Dit laatste was er vaker aan de macht dan Gulik.

## Bezienswaardigheden
- Te Lipp, op een heuveltje aan de rand van het dorp,  staat de bezienswaardige R.K. St.-Ursulakerk. Het oorspronkelijk in romaanse stijl opgetrokken godshuis dateert deels uit de 11e en 12e eeuw, en werd in 1503 in gotische stijl uitgebreid. In de 19e en 20e eeuw volgden diverse renovaties en restauraties. Het interieur van de kerk is grotendeels vroeg-16e-eeuws.

- Tussen Kirchtroisdorf en Lipp ligt nog een uit 1605 daterend kasteeltje, Gut Etgendorf, in een schilderachtige omgeving. Het kasteeltje zelf kan niet bezichtigd worden.

## Afbeeldingen

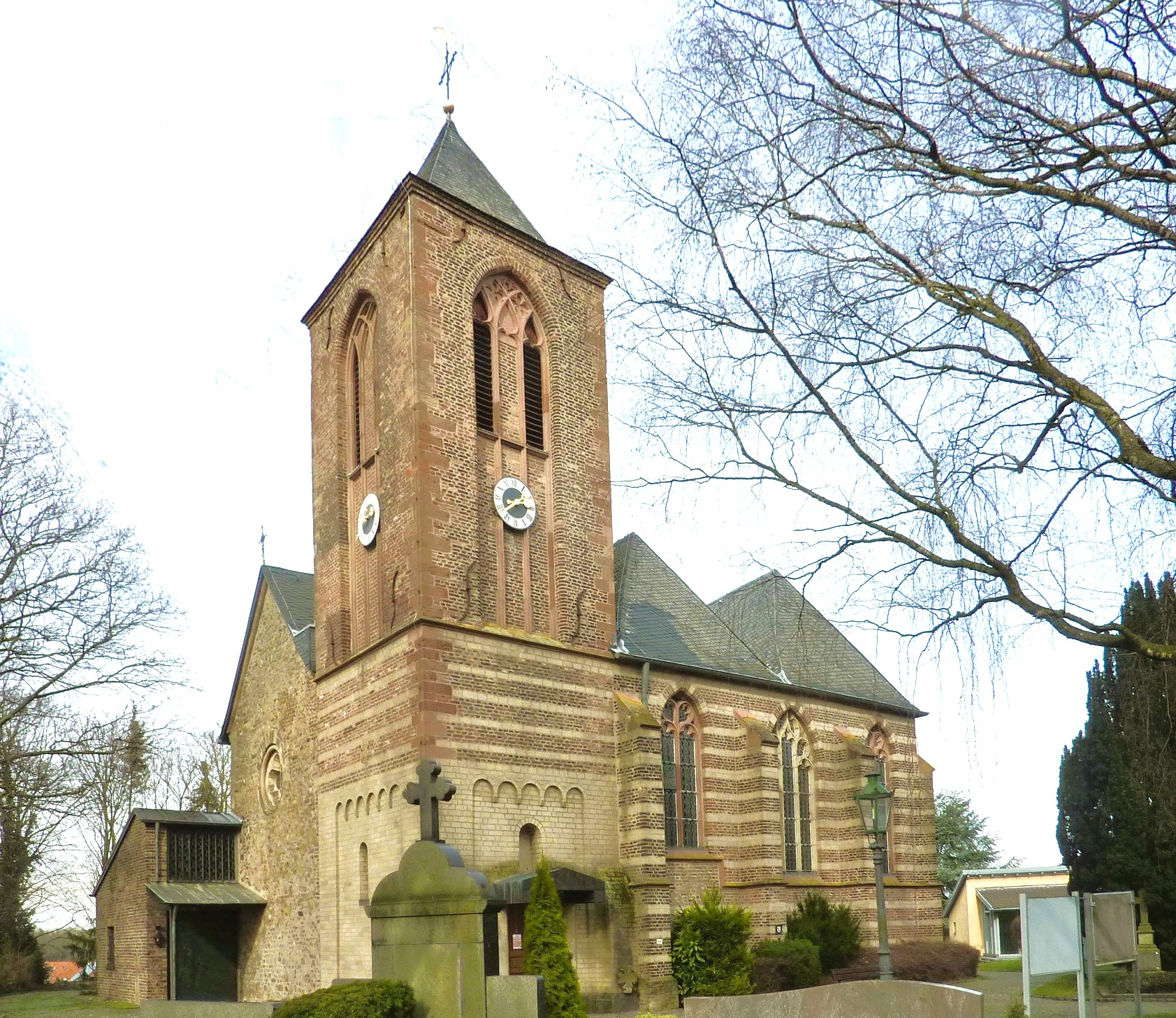
St. Ursulakerk, Lipp
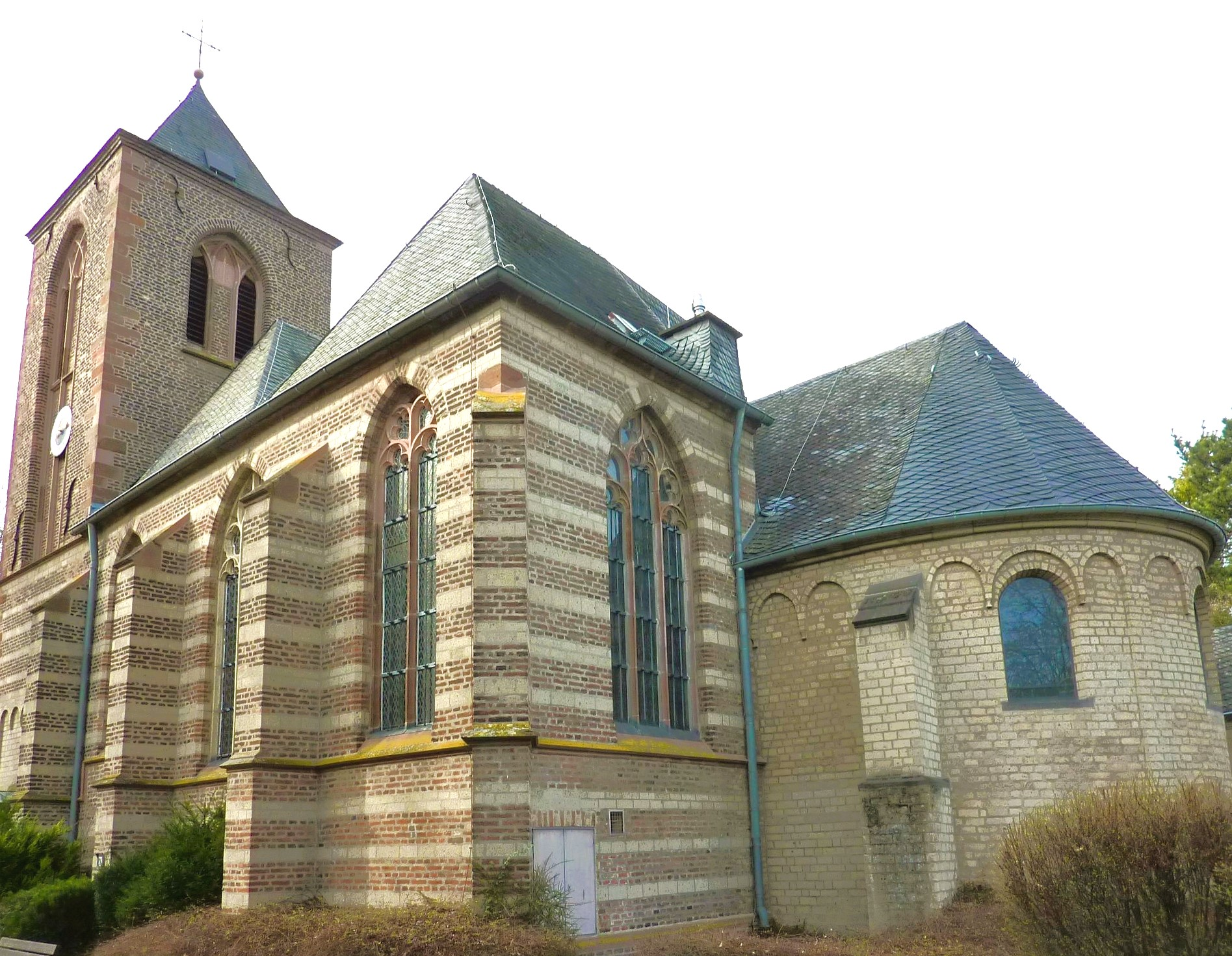
Het romaanse koor van deze kerk (rechts)
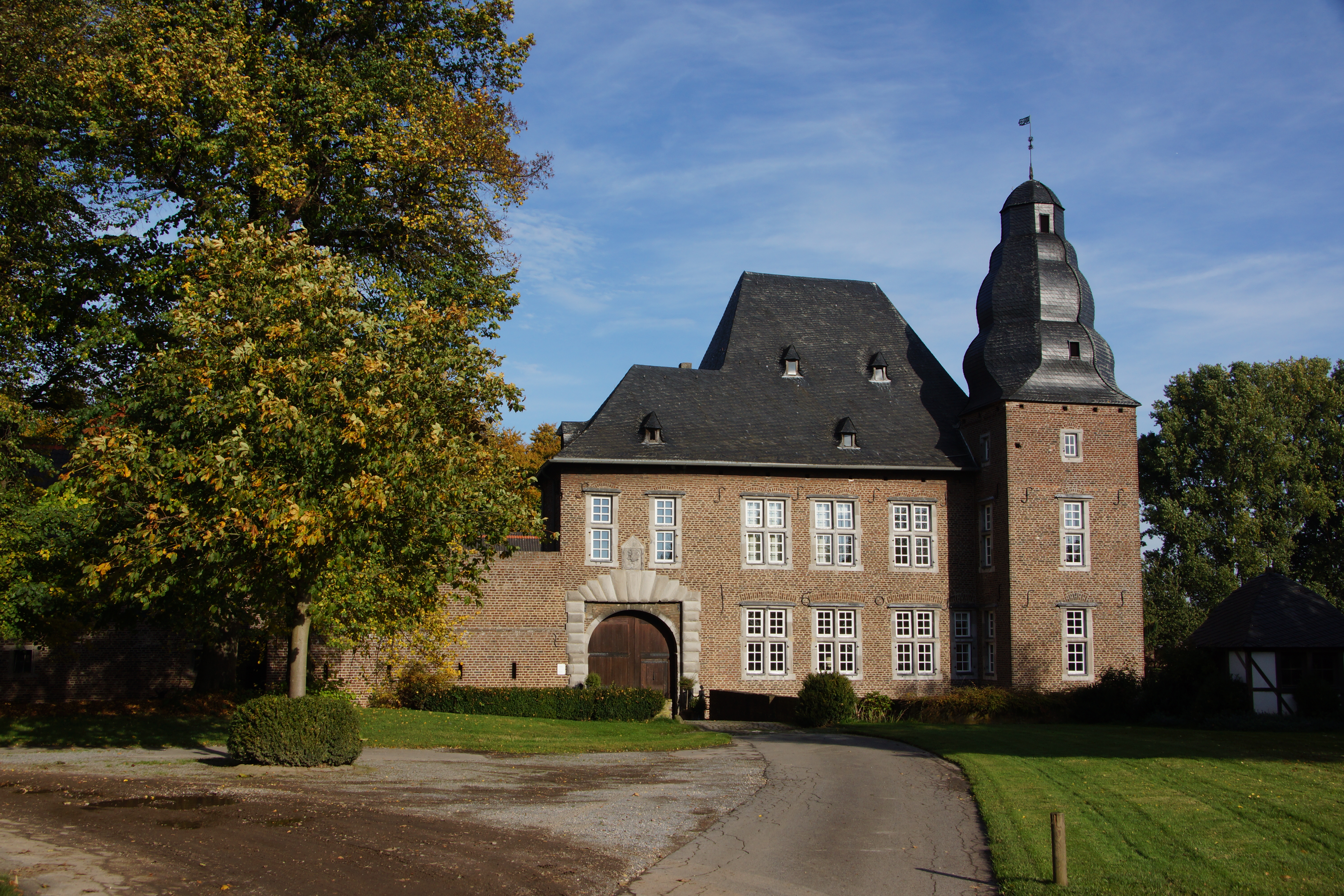
Kasteel Gut Etgendorf
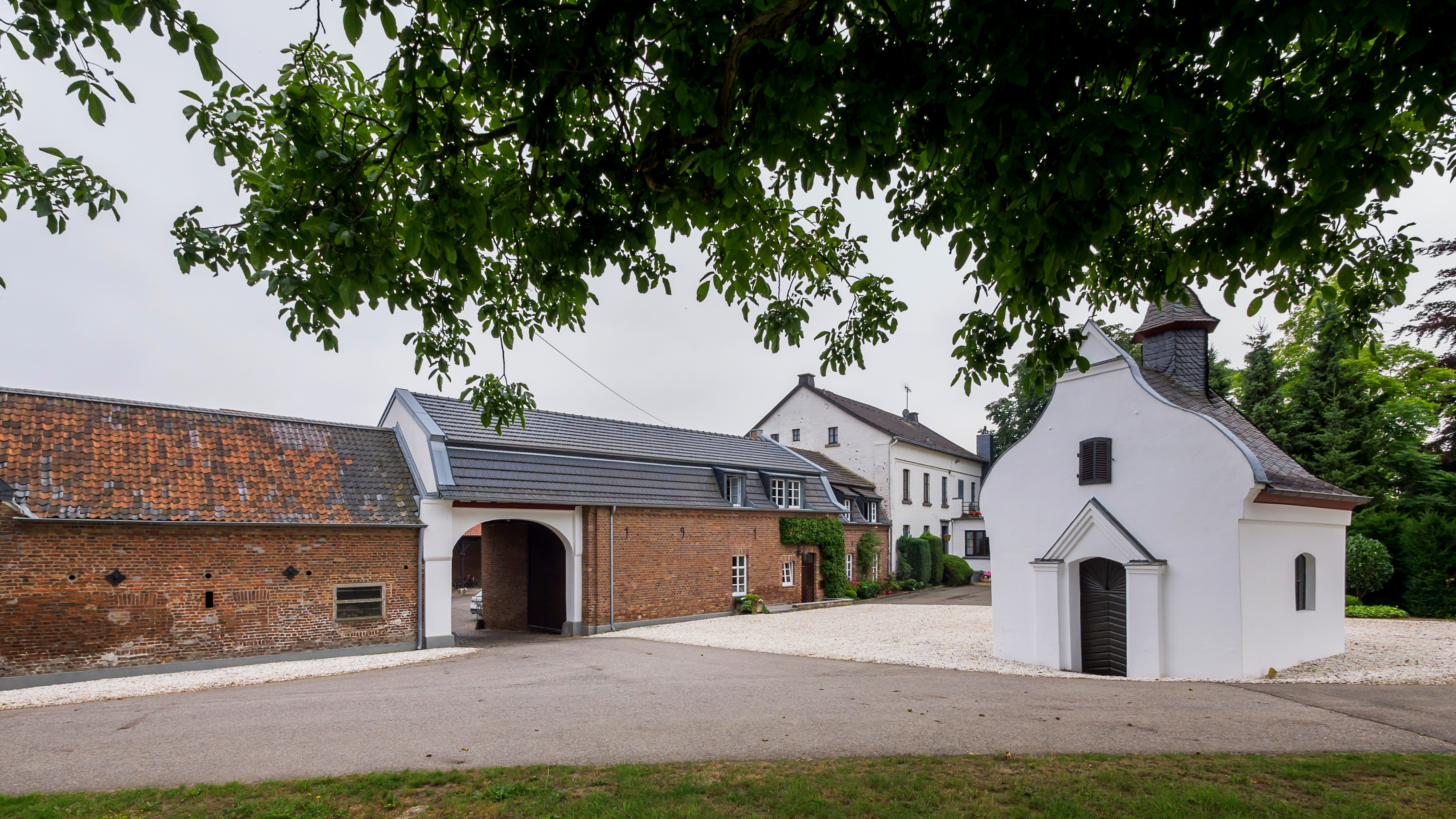
Kapel St. Hubertus  en monumentale boerderij Schunkenhof te Millendorf